# نيكي غرين
نيكي غرين (بالإنجليزية: Nikki Greene)‏ مواليد 6 سبتمبر 1990 في نورث تشارلستون، هي لاعبة كرة سلة أمريكية. بدأت مسيرتها الاحترافية في سنة 2013. تم اختيارها من قبل فريق فينيكس ميركوري خلال الدرافت. يبلغ طولها 6 قدم 4 بوصة (1.9 م). لعبت مع لوس أنجلوس سباركس وكونيتيكت صن في الاتحاد الوطني لكرة السلة النسائية.

## روابط خارجية
- نيكي غرين على موقع الاتحاد الوطني لكرة السلة النسائية (الإنجليزية)
- نيكي غرين على موقع كرة السلة الأوروبية.كوم (الإنجليزية)
- نيكي غرين على موقع كلية كرة السلة في سبورتس رفرنس.كوم (الإنجليزية)
- نيكي غرين على موقع بروبوليرز (الإنجليزية)
- نيكي غرين على موقع سبورتس رفرنس (الإنجليزية)